# Wiesbaden-Kloppenheim
Kloppenheim ist ein Ortsbezirk der hessischen Landeshauptstadt Wiesbaden. Der Ort liegt am Rande des Taunus und hat rund 2300 Einwohner. Kloppenheim wurde am 1. April 1928 nach Wiesbaden eingemeindet.

## Lage

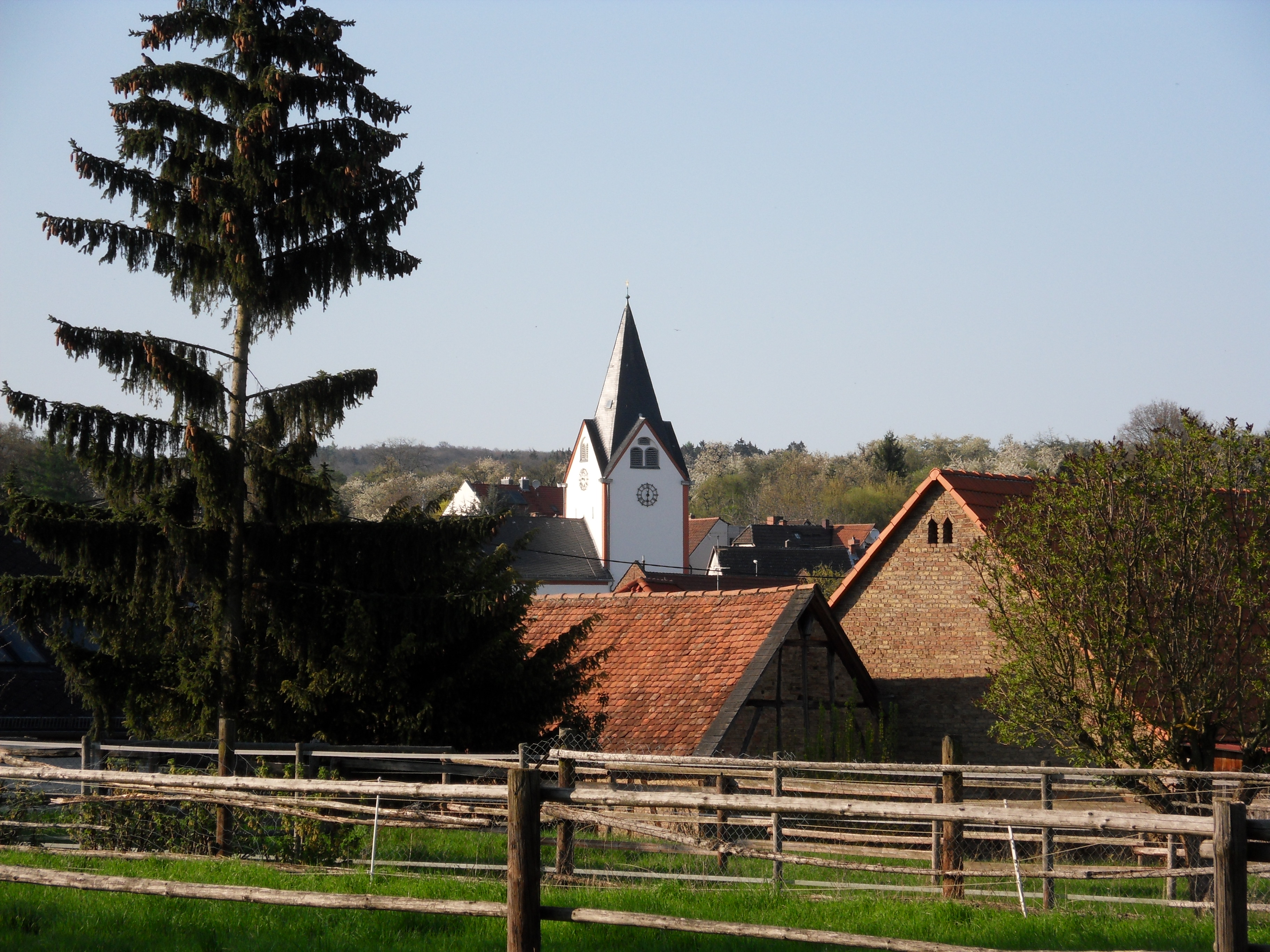
Blick vom südlichen Ortsrand über Wiesbaden-Kloppenheim

Die angrenzende Stadtteile sind im Uhrzeigersinn beginnend im Norden: Naurod, Auringen, Medenbach, Igstadt, Bierstadt und Heßloch.
Der Ort liegt innerhalb des Landschaftsschutzgebietes Stadt Wiesbaden. Östlich des Ortes befindet sich das 1992 ausgewiesene Naturschutzgebiet Wickerbachtal bei Kloppenheim.

## Geschichte

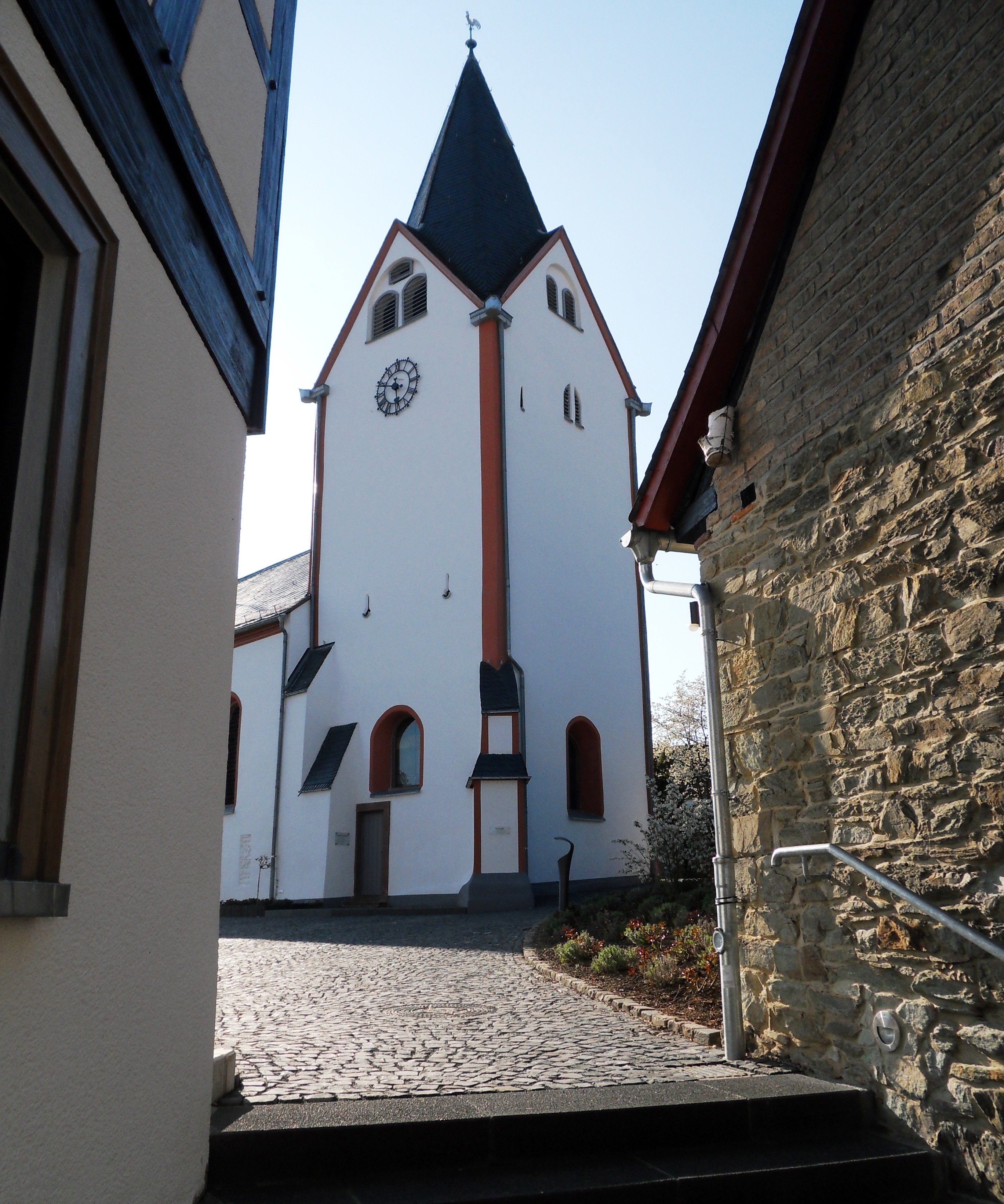
Blick von der Oberstraße auf die evangelische Kirche

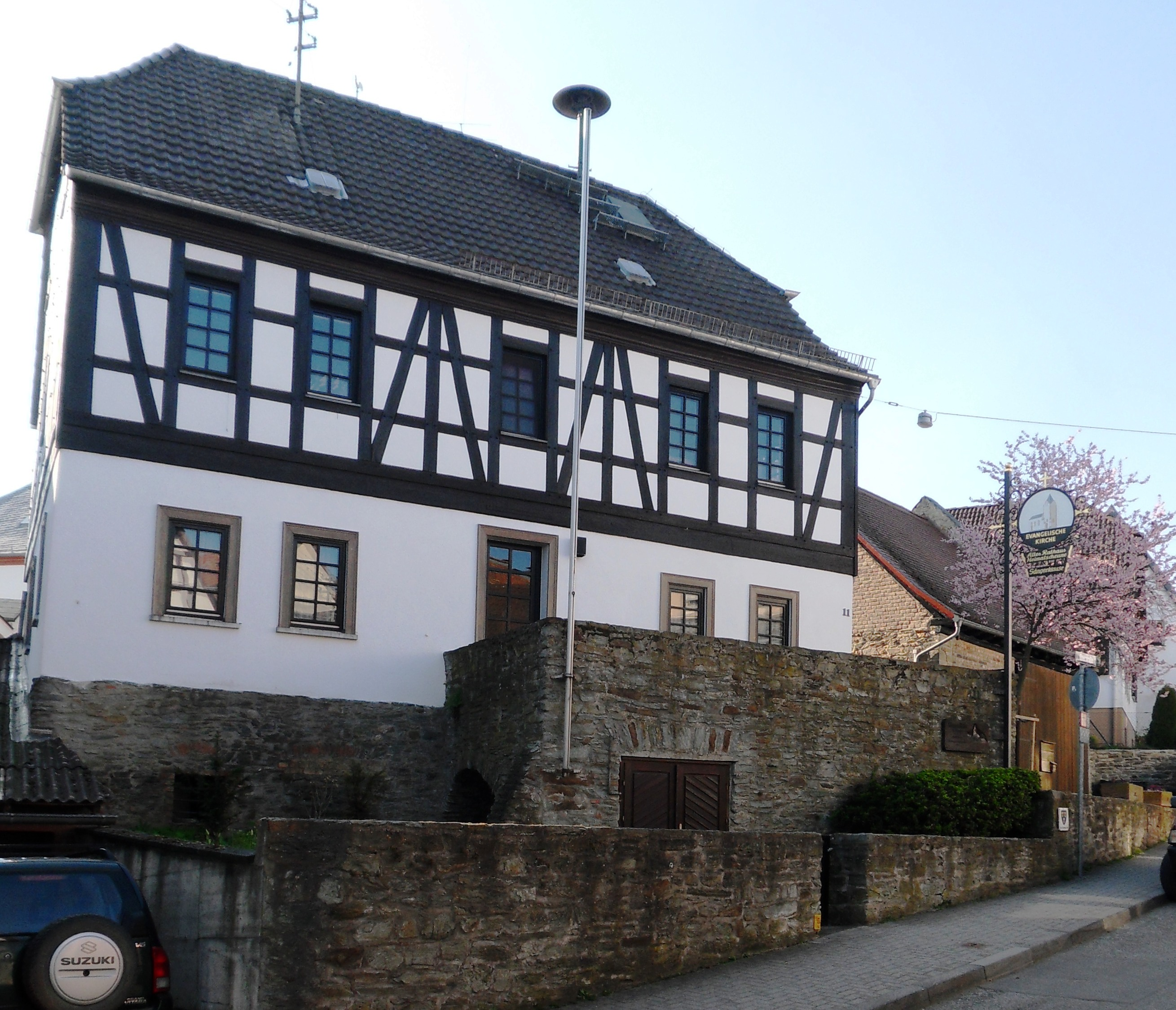
Altes Rathaus in der Oberstraße

In der Gegend des heutigen Bierhausweges aufgefundene Frankengräber deuten auf eine Besiedlung bereits im 6. und 7. Jahrhundert n. Chr. hin. Unter der Regentschaft des Sachsenkönigs Heinrich I., wird Kloppenheim im Jahr 927 erstmals in einer Schenkungsurkunde erwähnt. In einer weiteren Urkunde vermacht Graf Drutwin dem Kloster Bleidenstadt sechs Mark in „Clopheim“ und einen Wald mit anliegenden Äckern. Den Namen „Clopheim“ erhielt Kloppenheim höchstwahrscheinlich zu fränkischer Zeit. Clopheim bedeutete „Wohnsitz am Felsen, an der Anhöhe“. In der Geschichte der folgenden Jahrhunderte hatte Kloppenheim den Status eines Königssondergaus.
Das kirchliche Leben Kloppenheims war lange eng verbunden mit dem Kloster Bleidenstadt. Der heutige Kirchenbau stammt zum großen Teil aus den Jahren 1706 bis 1708.
1927 beging Kloppenheim sein 1.000-jähriges Jubiläum. Es zählte dama ls 970 Einwohner. Im Jahre 1928 wurde Kloppenheim nach Wiesbaden eingemeindet.
Am 22. März 1945, sechs Tage vor dem Einmarsch der Amerikaner, wurden drei sowjetische Kriegsgefangene erschossen, um zu vertuschen, dass einer der Gefangenen misshandelt worden war. Der Fall löste in Kloppenheim viel Wirbel aus, mit dem Ergebnis, dass heute eine Gedenktafel für die drei ermordeten Sowjetbürger auf dem Kloppenheimer Friedhof steht.
Nach dem Ort wurde die Apfelsorte Kloppenheimer Streifling benannt, der zur „Hessischen Streuobstsorte des Jahres 2007“ gewählt wurde.

## Politik

### Wahlergebnisse zum Ortsbeirat
- SPD: 2
- UMWELT: 3
- CDU: 2

Seit 1972 wird im Rahmen der Kommunalwahlen in Hessen auch der Ortsbeirat des Ortsbezirkes Kloppenheim gewählt. Nach den einzelnen Wahlergebnissen ergab sich jeweils folgende Sitzverteilung:
|      | CDU | SPD | Umweltgruppe | FDP | Gesamt |
| 2021 | 2   | 2   | 3            | 0   | 7      |
| 2016 | 2   | 3   | 2            | 0   | 7      |
| 2011 | 2   | 3   | 2            | 0   | 7      |
| 2006 | 2   | 3   | 2            | 0   | 7      |
| 2001 | 3   | 3   | 1            | 0   | 7      |
| 1997 | 2   | 3   | 2            | 0   | 7      |
| 1993 | 2   | 4   | 1            | 0   | 7      |
| 1989 | 2   | 4   | 1            | 0   | 7      |
| 1985 | 3   | 4   | 0            | 0   | 7      |
| 1981 | 2   | 4   | 0            | 1   | 7      |
| 1977 | 3   | 4   | 0            | 0   | 7      |
| 1972 | 3   | 4   | 0            | 0   | 7      |

## Söhne und Töchter des Ortes
- Johann Tobias Schmidt (1755–1831), Klavierbauer und Konstrukteur der ersten Guillotine in Frankreich
- August Wilhelm Goebel (1883–1971), Bildhauer
- Erika Skrotzki (* 1949), Schauspielerin